# Hendrik Willem Tydeman

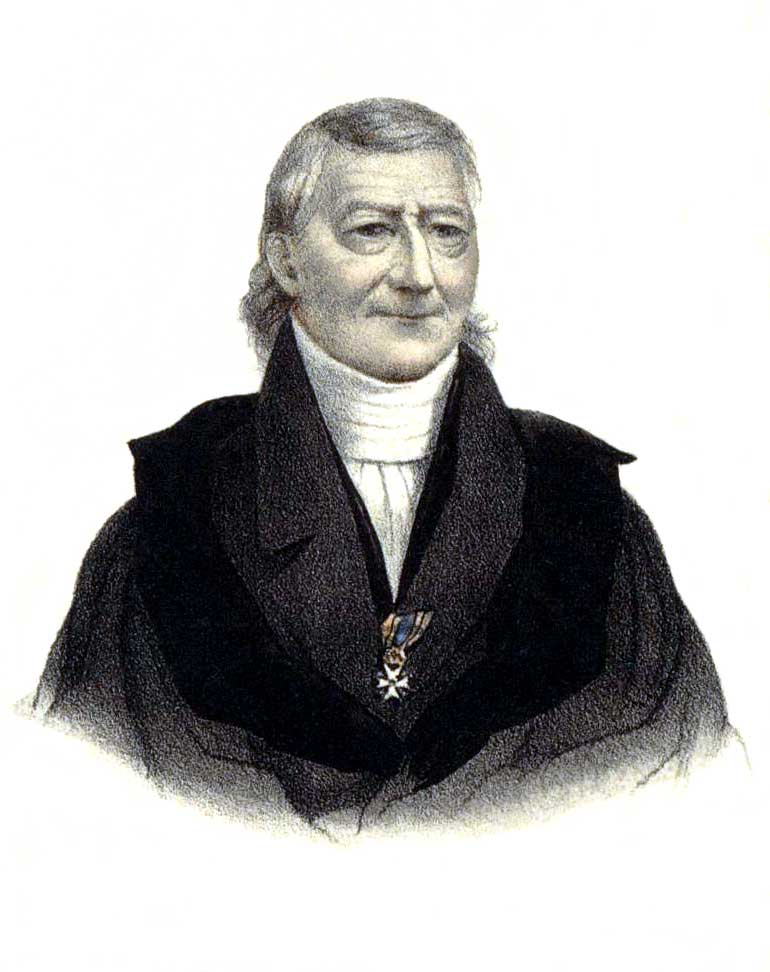
Hendrik Willem Tydeman

Hendrik Willem Tydeman auch: Henrik Willem Tijdeman, Henricus Gulielmus Tydeman (* 25. August 1778 in Utrecht; † 6. März 1863 in Leiden) war ein niederländischer Rechts- und Staatswissenschaftler.

## Leben
Henrik Willem war der Sohn von Meinard Tydeman der Ältere und dessen zweiter Frau Sohia Theodora de Beveren (* 1. April 1751 in Utrecht; † 5. April 1789 ebd.). Mit sieben Jahren hatte er die Lateinschule in Utrecht besucht und als sein Vater 1787 nach Harderwijk ging, besuchte er dort die Lateinschule. Bereits im Alter von neun Jahren hatte er die Vorlesungen an der Universität Harderwijk besucht. Hier interessierten ihn vor allem die Vorträge zur Mathematik bei Bernardus Nieuhoff (1747–1831), zur allgemeinen Geschichte bei Cornelis Willem de Rhoer und zum Katechismus bei Johann Hermann Schacht. Nachdem sein Vater 1790 eine Stelle in Overijssel erhalten hatte, besuchte Hendrik Willem die Lateinschule in Kampen, welche er im Juni 1792 mit einer Rede de Carolo Magno verließ.
Am 18. September 1792 zog er an die Illustre Schule in Deventer, wo er bis 1795 die Rechtsvorlesungen bei Fredericus Saxe (1759–1830) besuchte. Bei seinem Vater erhielt er dann ein Jahr lang eine Ausbildung. 1796 zog er an die Universität Groningen, wo er als Student der Rechtswissenschaften die Vorlesungen von Johannes Cannegieter (1731–1804) und Ludwig Conrad Schroeder (1724–1801) besuchte. Aber auch andere Wissenschaftszweige interessierten ihn. So frequentierte er die philosophischen Vorlesungen von Johannes Ruardi (1746–1815), Astronomie, Physik und Mathematik verfolgte er bei Jacob Baart de la Faille (1757–1823), Logik bei Jan Bosman (1750–1804) und er lernte italienisch. Im Folgejahr wechselte er an die Universität Leiden, wo er sich am 18. September 1797 in die Matrikel der Hochschule einschrieb. In Leiden war es vor allem Dionysius Godefridus van der Keessel der ihm ein umfangreiches Potential in den juristischen Wissenschaften vermittelte. Zudem besuchte er die Vorlesungen zur politischen Ökonomie und Statistik bei Adrian Kluit.
Nachdem er auch die Vorlesungen von anderen Rechtswissenschaftlern besucht hatte, bestand er im Dezember 1797 sein juristisches Examen und promovierte am 23. Oktober 1799 mit der Abhandlung de rebus judicatis non rescindendis (Leiden 1799) zum Doktor der Rechte. Danach wurde er in Kampen Advokat und auf Betreiben von van der Keessel sollte er 1800 als Professor an die Universität Harderwijk gehen, welche Stelle jedoch Joan Melchior Kemper erhielt. 1801 wurde ihm eine Stelle als Rat der Justiz in Batavia angeboten, welche er jedoch nicht annahm, weil man ihn 1802 für ein Gehalt von 850 Gulden als Professor der Rechte an die illustre Schule in Deventer berief.
Diese Aufgabe übernahm er am 3. Juni 1802 mit der Rede de eo quod nimium est in studio Juris Romani und absolvierte ab September Vorlesungen zur Rechtsgeschichte und den Instituten. Er hatte sich bald einen guten Namen erworben, denn im 17. März 1803 erhielt er eine Berufung als Professor der Rechte an die Universität Franeker für ein Salär von 1700 Gulden. Hier begann er seine Aufgabe am 13. Juni 1803 mit der Antrittsrede de Jure Romano Justinianeo, per benignam Dei providentiam, ad salutem generis humani opportune instaurato (Franeker 1803). Seine Vorlesungen behandelten die römische Rechtsgeschichte, Instituten und Pandekten, zudem hatte er ab 1810 auch den Code Napoleon erklärt. In Franeker begann eine fruchtbare literarische Phase, in welcher er unter anderem 1808 unter dem Pseudonym Eusebius Belga publizierte. Nachdem Eelco Tinga (1762–1828) als Rektor der Hochschule an die Universität Groningen gewechselt war, übernahm Tydeman im Februar 1805 mit einer Rede Allocutio dessen Übergabe des Rektorats an Johannes Henricus Swildens (1745–1809). In Franeker war er in deren letzten beiden Amtsperioden vom 1. Mai 1810 bis zum 24. Januar 1812 Rektor der Alma Mater. Als der universitäre Lehrbetrieb in Franeker eingestellt wurde, erhielt Tydeman eine Pension von 1000 Gulden. Er zog nach Leeuwarden, wo er sich als Advokat und vereidigter Übersetzer seinen Lebensunterhalt sicherte. Am 6. Juli 1812 erhielt er eine Berufung als Professor der Rechte an die Universität Leiden, wo er den Code Napoleon unterrichten sollte. In Leiden war ab 1813 aktiv gewesen. Nach der Restaurierung der Leidener Hochschule wurde er am 16. Oktober 1815 per königlichen Beschluss mit der Unterweisung der Enzyklopädie der Rechtswissenschaften, der Staatshaushaltskunde, der Statistik, der Rechtsgeschichte und des Handelsrechts beauftragt. In seiner Funktion als Leidener Hochschullehrer beteiligte er sich auch an den organisatorischen Aufgaben der Bildungseinrichtung und war 1825/26 sowie 1845/46 Rektor der Alma Mater. Hierzu hatte er bei der Niederlegung der Ämter die akademischen Reden Sermo habitus die 8 Febr. 1826, quum munere Academico abiret und Fragmenta sermonis a decedente Rectore Magnifico Academiae Lugd. Bat. H.G. Tydeman habiti die 9 Februarii 1846 gehalten. Zudem stand er mit Jacob Grimm, August Ludwig von Schlözer, Christian Gottlieb Haubold, Frédéric de Reiffenberg und anderen in Briefwechsel. August Heinrich Hoffmann von Fallersleben war unter anderem einer seiner vielen Studenten.
Tydeman war Mitglied mehrerer Gelehrtengesellschaften seiner Zeit. So wären hierzu seine im Mai 1801 erfolgte Mitgliedschaft in der provinziellen Utrechtschen Gesellschaft der Künste und Wissenschaften (niederländisch: Provinciaal Utrechtsch Genootschap van Kunsten en Wetenschappen), seine 1803 erfolgte Mitgliedschaft in der Groninger juristischen Gesellschaft Pro Excolendo Iure Patrio (niederländisch: Groningsch Juridisch Genootschap Pro Excolendo Iure Patrio), seine 1804 erfolgte Mitgliedschaft in der Gesellschaft für Niederländische Literatur in Leiden (niederländisch: Maatschappij der Nederlandsche Letterkunde), seine 1807 erfolgte Mitgliedschaft der Zeeländischen Gesellschaft der Wissenschaften in Middelburg (niederländisch: Zeeuwsch Genootschap der Wetenschappen), seine am 27. Februar 1809 erfolgte korrespondierende, sowie seine am 12. März 1818 erfolgte ordentliche Mitgliedschaft in der zweiten Klasse des königlich niederländischen Instituts der Wissenschaften, Literatur und schönen Künste in Amsterdam, seine am 9. Mai 1811 erfolgte Korrespondierende Mitgliedschaft der Akademie der Wissenschaften zu Göttingen, seine 1812 erfolgte Mitgliedschaft in der holländischen Gesellschaft der Wissenschaften in Haarlem (niederländisch: Maatschappij van Wetenschappen), seine 1823 erfolgte Mitgliedschaft der Batavischen Gesellschaft der Künste und Wissenschaften, seine 1825 erfolgte Mitgliedschaft in der Literaturgesellschaft Diversa sed una in Dordrecht, seine 1826 erfolgte außerordentliche Honorarmitgliedschaft der Gesellschaft der Künste und Wissenschaften in Den Haag, seine 1829 erfolgte außerordentliche Mitgliedschaft der provinziellen friesischen Gesellschaft zur Förderung der friesischen Geschichte, Altertums und Sprache, seine 1826 erfolgte Honorarmitgliedschaft in der Landwirtschaftlichen Gesellschaft Prodesse conamur in Paramaribo, seine 1835 erfolgte Mitgliedschaft in der Gesellschaft der Wissenschaften und freien Künste in Rotterdam, seine 1836 erfolgte Mitgliedschaft in der Sprach-, Geschichts- und Dichtkundigen Gesellschaft Constanter in Leeuwarden, seine 1844 erfolgte Honorarmitgliedschaft der Nordbrabatischen Gesellschaft der Künste und Wissenschaften und seine 1846 erfolgte Titularmitgliedschaft in der Société d’Afrique in Paris zu erwähnen. Als Anerkennung seiner Verdienste erhielt er 1831 die Auszeichnung Ritter des Ordens vom niederländischen Löwen. Ihm wurde 1835 die akademische Unterweisung des Erbprinzen Wilhelm Alexander Paul Friedrich Ludwig von Oranien-Nassau aufgetragen. Am 8. September 1848 wurde er per königlichen Beschluss aus seiner Professur emeritiert. Fast völlig erblindet starb er und wurde am 11. März in Leiderdorp begraben.

## Familie
Tydeman war zwei Mal verheiratet. Seine erste Ehe schloss er am 7. Februar 1802 in Kampen mit Marianne Mathilda Hoorn (* 12. Januar 1780 in Zwolle; † 21. März 1850 in Leiderdorp), Tochter von Jan Ambrosius Hoorn und Chatarina Johanna van der Laan. Aus der Ehe sind vierzehn Kinder hervorgegangen. Seine zweite Ehe ging er am 10. April 1851 in Bloemendaal mit Clasina Hendrika Lis (* 1796 Bloemendaal-1891), Tochter von Hendrik Lis und Catharina Kock ein. Von den Kindern kennt man:
- Sophia Theodora Tydeman (* 15. Dezember 1802 in Deventer; † 20. Juli 1825 in Leiden)  verheiratet 14. August 1822 mit Johannes Tiberius Bodel Nijenhuis (* 23. November 1797 in Amsterdam; † 8. Januar 1872 in Leiden)
- Meinhard Willem Tydeman († Mai 1829 in Java) hatte dort den Militärdienst absolviert
- Wynanda Lucretia Tydemann (* 22. April 1805 in Franeker; † 1. August 1881 in Leiden) verh. am 7. Februar 1827 mit Jacobus Terpstra (* 19. Februar 1805 in Oldenzaal; † 8. März 1837 in Harderwijk)
- Catharina Johanna Tydeman (20. Juli 1807 in Franeker; † 9. Februar 1880 in Renkum) verh. mit dem Pfarrer Johann Hendrik Calkoen (21. Dezember 1804 in Amsterdam; † 21. Oktober 1873)
- Margaretha Louisa Tydeman I (* 25. Januar 1813 in Leiden; † 21. Februar 1813 ebd.)
- Magaretha Louise Tydeman II (* 10. April 1814 in Leiden; † 6. Juli 1814 ebd.)
- Johan Willem Tydeman (* 28. August 1815 in Leiden; † 23. Oktober 1879 in Amsterdam) Advokat in Amsterdam, verh. 26. Mai 1842 in Leiden mit Anna Maria Berkhout (* 15. Dezember 1816 in Velsen; † 25. März 1883 in Apeldorn) Tochter von Nanning Berkhaout und Maria Antonia Hubrecht.
- Henriëtte Marianna (Mathilde)Tijdeman (* (13)18. Juli 1817 in Leiden; † 5. Juni 1851 in Leiderdorp)
- Frederik Willem Lodewijk Tydeman  (* 6. März 1819 in Leiden; † 6. Februar 1881 in Koudekerk aan den Rijn ?) wurde Armeemediziner in Koudekerk aan den Rijn und Ritter der Ehrenlegion in Frankreich
- Frederik Willem Zacharias Tydeman (* 6. März 1819 in Leiden-?) wurde Amtsarzt verh. I mit Henriëtte Sophia Regina Kühn (* 1825 † 9. Oktober 1864)1867 II. Magaretha Maria Kluit (1832–?)
- Hendrik Willem Theodorus Tydeman I (* 13. Juli 1821 in Leiden; † 25. März 1822 ebd.)
- Hendrik Willem Theodorus Tydeman II (* 14. April 1823 in Leiden; † 26. Juli 1887 in Roosendaal) Pfarrer 1847 in Vinkeveen, 1850 Roosendaal, verh. I. am 10. September 1847 mit Aletta Jacoba Hoorn (23. Juli 1823 in Weltevreden; † 27. August 1853 in Roosendaal) verh. II. 8. Oktober 1855 in Ossendrecht mit Agnes Louise Knuijse de Mei (* 13. Januar 1827 in Ossendrecht; † 8. April 1900 in Utrecht)
- Adrianus Johannes Theodorus Tydeman (* 12. November 1824 in Leiden; † 24. Januar 1862 ebd.) verh. 1. März 1854 in Leiden mit Sara Henriëtta Terpstra (* 3. April 1831 in Rotterdam; † 31. Januar 1911 in Den Haag), Tochter von Jacobus Terpstra und Wynanda Lucretia Tydeman, ehemaliger Kapitän der Handelsmarine, später Generalbevollmächtigter in Surinam
- A. E. A. Tydeman (unverheiratet)

## Werke
Neben zahlreichen Abhandlungen in den Fachjournalen seiner Zeit sind einige eigenständige Werke aus seiner Feder geflossen.
- Briefwisseling van eenige regtsgeleerden over de aanstaande Nederlandsche wetgeving. Leiden 1814–19
- Proeve over het tegenwoordig verval en mogelijk herstel der Godsdienstigheid; bijzonder ook met opzigt tot de wettige en gewenschte Staatszorg voor de Godsdienstigheid. 1808 unter Pseudonym: Eusebius Belga
- De remediis civitatis agricolae bello afflictae. Deventer 1810, Leiden 1815
- Regtsgeleerd Mengelwerk, met bijzonder opzigt op de nieuwste wetgeving en regtsgeleerdheid verzameld. Groningen 1811–12
- Verhandeling over de Hoeksche en Kabeljaauwsche Partijschappen. Leiden 1815 mit Willem Bilderdijk
- Verhandeling over de gilden. In: Verhandlingen van het Zeeweusch Genootschap der Wetenschappen. Middelburg 1821, 4. Teil, 1. St. (Online)
- Aanmerkingen op de Grondwet der Vereenigde Nederlanden. Dordrecht 1815, (anonym)
- Verhandeling over de wetenschappelijke beoefening van het Regt in Nederland, na het uitvaardigen van nieuwe wetboeken in de taal des lands. Leiden 1819
- Verhandeling over de grenzen van het nut en van de schade van het gebruik van werktuigen in de fabrijken van ons vaderland, in de plaats van menschenhanden. Haarlem 1820
- Verhandeling over de oorzaken van de toenemende armoede in Europa. Haarlem 1821 mit R. Scherenberg
- Doctrinas politicas in academiis maxime Belgicis esse docendas. Leiden 1825, (Online)
- Consideratiën over de Punten van overweging betrekkelijk het Academisch onderwijs. Leiden 1828
- Levensbijzonderheden van den luitenant-generaal Baron C.R.T. Kraijenhoff. Nijmegen 1844
- Caspar Sibelius, in leven predikant te Deventer. Volgens zijne onuitgegeven eigen-levensbeschrijving. 1849
- Drie voorlezingen over de voormalige Staatspartijen in de Nederlandsche Republiek. Leiden 1849, (Online)
- Denkbeelden omtrent eene wettelijke regeling van het armwezen in Nederland. Amsterdam 1850, mit J. Heemskerk Az. und J. W. Tydeman